# Szangszung
Szangszung (tyb.: ཞང་ཞུང་, Wylie: zhang zhung, ZWPY: Xangxung) – kraj położony niegdyś na zachód od Tybetu, ze swym centrum w okolicy góry Tise (Kajlas). Szangszung posiadało własną kulturę, język i religię. Zostało podbite w VII wieku przez Tybet.